# (552) Sigelinde
(552) Sigelinde est un astéroïde de la ceinture principale.

## Description
(552) Sigelinde est un astéroïde de la ceinture principale découvert par Max Wolf le 14 décembre 1904 à Heidelberg.
Il a été ainsi baptisé en référence au personnage Sieglinde (inspiré de Signý) de l'opéra La Walkyrie de Richard Wagner (1813-1883).